# Відслонення пісків Полтавського ярусу
Відслонення пісків Полтавського ярусу — геологічна пам'ятка природи місцевого значення в Україні. Знаходиться на північно-західній околиці с. Михайлівка. Площа 5 га. Оголошено територією ПЗФ 28.07.1970. Пам'ятка природи являє собою геологічні відслонення на двох вертикальних стінах ґрунту, справа від автодороги м. Лебедин — м. Суми, та на віддалі до 250 м від нього на яружному обриві. Прошарки яскраво-червоного піску Полтавського ярусу берекської свити мають потужність 0,5-1,3 м.